# Музей МХАТ
Музей МХАТ — музей Московского художественного академического театра в Москве.
Музей находится по адресу: г. Москва, Камергерский переулок, д. 3а. Здание музея МХАТ - памятник архитектуры (региональный).

## История
Созданный в 1923 году, музей МХАТ первоначально располагался в одном с театром помещении — в проезде Художественного театра.
С 1947 года музею располагается в доме № 3а Камергерского переулка. Здание музея построено в  1915 году по заказу Г. М. Лианозова архитектором Ф. О. Шехтелем. До передачи здания музею в нем в разное время размещались «научный электротеатр», театр-кабаре Н. Ф. Балиева «Летучая мышь», магазины, госпиталь, выставки «Товарищества передвижных художественных выставок»,  общежитие рабфака Московского университета имени М. Н. Покровского, университетская столовая.
В музее собираются и сохраняются материалы, связанные с театром МХАТ, его режиссёрами, артистами и сотрудниками. Музей обладает собранием документальных фондов, сценических костюмов и макетов, живописи, графики и скульптуры, вещей артистов, театральных реликвий.
Музей занимает 4 этажа здания, на 4 этаже расположены читальный зал, дирекция, научные отделы музея.
Музей имеет филиалы: Дом-музей К. С. Станиславского, Мемориальная квартира Вл. И. Немировича-Данченко.
В здании музея находится учебный театр Школы-студии МХАТ.

## Экспозиция музея
В составе музея — постоянная экспозиция, мемориальный кабинет Вл. И. Немировича–Данченко, артистическая уборная К. С. Станиславского, «Зеленое фойе» и артистическая уборная О. Н. Ефремова  (в здании МХАТ им. А. П. Чехова).
Постоянная экспозиция музея включает в себя макеты спектаклей, костюмы, эскизы декораций М. Добужинского, А. Я. Головина, А. Н. Бенуа, Б. М. Кустодиева, фотографии и личные вещи артистов, писателя Михаила Булгакова и др. Время, охватываемое экспозицией — с 1898 по 1943 годы.
В музее организуются выставки артистов, композиторов, режиссёров МХАТ, выставки по истории театра.
Музей проводит экскурсии для посетителей. Темы экскурсий связаны с работой во МХАТе Станиславского и Немировича-Данченко, А. П. Чехова, А. М. Горького, М. Булгакова, О. Ефремова и др.